# خلج‌لی، قسطمونی
خلج‌لی (به ترکی استانبولی: Halaçlı) یک منطقهٔ مسکونی در ترکیه است که در قسطمونی واقع شده‌است.